# Colonia la Candelaria
Colonia la Candelaria är en ort i Mexiko.   Den ligger i kommunen Ciudad Ixtepec och delstaten Oaxaca, i den sydöstra delen av landet, 500 km sydost om huvudstaden Mexico City. Colonia la Candelaria ligger 63 meter över havet och antalet invånare är 102.
Terrängen runt Colonia la Candelaria är huvudsakligen platt, men norrut är den kuperad. Runt Colonia la Candelaria är det ganska tätbefolkat, med 172 invånare per kvadratkilometer. Närmaste större samhälle är San Jerónimo Ixtepec, 3,5 km norr om Colonia la Candelaria. Omgivningarna runt Colonia la Candelaria är en mosaik av jordbruksmark och naturlig växtlighet.